# 绿苞蒿
绿苞蒿（学名：Artemisia viridisquama）为菊科蒿属的植物，为中国的特有植物。分布于中国大陆的河北、四川、山西、甘肃等地，见于低海拔山坡及路旁等，目前尚未由人工引种栽培。